# 黃靄君
黃靄君（？—），香港電台及電視台節目主持人、填詞人，筆名雨言等，活躍於1980年代後期。丈夫為資深流行音樂製作人、填詞人陳少琪。

## 生平
黃靄君1980年代於香港電台擔任DJ（節目主持人），亦曾在香港電台安排下，簽約無綫電視擔任音樂節目主持人，曾主持《勁歌金曲》（1987年）、《新地任你點》（1986-89年）。
曾在陳百強歌曲當我想起你（Remix版本）中擔任讀白。

## 填詞作品
她的流行曲詞作以流行情詞為主。:158
- 蔣麗萍Goodbye Misty Blue[14]:291
- 蔣麗萍假裝冷艷（電影《精裝追女仔》主題曲，與陳少琪合填）[14]:291
- 陳慧嫻牆[14]:199
- 陳慧嫻Money Can't Buy Love[14]:199
- 張學友Amour[15][14]:175[13]:188
- 張學友不變的俏面[14]:176
- 張學友Merry Christmas I♥U[16][13]:188
- 劉美君亞熱帶少年[15][14]:283[13]:188
- 鄺美雲留住春天[14]:354
- 呂珊Good Time Music[14]:56
- 林珊珊當日你緊握我手[14]:88
- 郭小霖從前有個武士[14]:158
- 譚詠麟變奏[14]:388

## 家庭與個人生活
1987年開始與填詞人陳少琪拍拖，於1990年代結婚。她們育有兩名女兒，長女陳明憙為女歌手；次女陳明宜長居美國，為影視製作人，2021年與印度裔美國演員阿尼魯德·皮沙羅迪結婚。

## 備註
1. ↑  網絡上流傳陳慧嫻歌曲冰點的填詞人子貓是黃靄君的另一個筆名[2]，此說最初出處未知。在香港電台1998年出版的唱片收藏指南中的〈香港填詞人名錄〉，「雨言」註明「即黃靄君」，但「子貓」則未有此說[1]。資深樂評人黃志華2009年在個人博客貼出自己1989年在《香港商報》「請君紙上聽」專欄對冰點的樂評，當時他仍未知「子貓」是誰[3]。